# Quercus chapmanii
Quercus chapmanii es una especie de roble de la familia Fagaceae originaria de los Estados Unidos. Está clasificada en la sección Quercus, que son los robles blancos de Europa, Asia y América del Norte. Tienen los estilos cortos; las bellotas maduran en 6 meses y tienen un sabor dulce y ligeramente amargo, el interior de la bellota tiene pelo. Las hojas carecen de una mayoría de cerdas en sus lóbulos, que suelen ser redondeados.

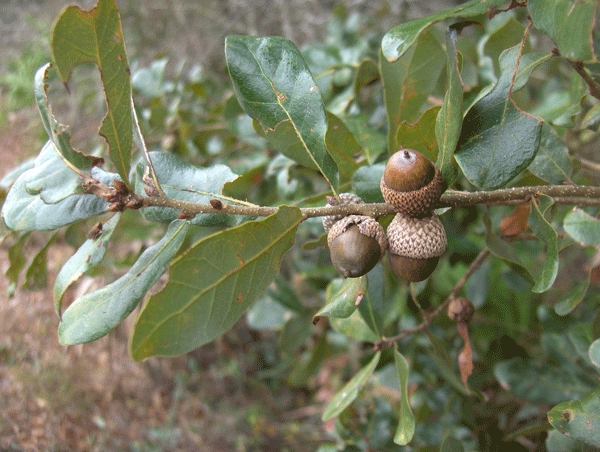
Frutos

## Descripción
Son arbustos o árboles pequeños que alcanzan un tamaño de hasta 13,7 m de altura, perennifolios dicotiledóneas. La corteza es de color café grisáceo, de espesor irregular y se rompe en placas planas. Sus hojas son simples, alternas, y pueden persistir en el árbol hasta finales del invierno. Miden entre 3,81 cm a 10,16 cm de largo y 1,905 cm a 5,715 cm de ancho, obovadas , es decir, elípticas, más ancho hacia la cima que en la base, y sus bases son cortas y peludas. Las hojas suelen tener lóbulos poco profundos cerca de la punta redondeada. El anverso de la hoja es lisa y de color verde oscuro, mientras que el reverso es de color verde opaco. Las hojas se vuelven de color amarillo o rojo antes de caer en invierno a principios de primavera. Las bellotas son de 1, 27 cm a 2,54 cm de largo. La tapa en forma de cazoleta cubre entre 1/2 a 3/4 de la bellota. Maduran al final de la primera temporada y en general nacen por separado, aunque a veces en parejas. 

## Hábitat
Este tipo de roble se encuentra en los suelos arenosos de la llanura costera del Océano Atlántico de los Estados Unidos de América , desde el extremo sureste de Carolina del Sur, sureste de Estados Unidos, sur y noroeste de ' Alabama y Florida.
.

## Ecología
Otras especies asociadas con el hábitat del Quercus chapmanii son Pinus clausa, Quercus myrtifolia y Quercus geminata.
Los árboles tienen poca importancia económica, pero sí contribuyen a la diversidad de especies de las zonas forestales y a la fauna le proporcionan un alimento valioso y lugares de nidificación. El ciervo de Virginia, los pavos, los mapaches y los ardillas se alimentan de sus bellotas . 

## Taxonomía
Quercus chapmanii fue descrita por Charles Sprague Sargent y publicado en Garden & Forest 8(367): 93. 1895.
Etimología
Quercus: nombre genérico del latín que designaba igualmente al roble y a la encina.
chapmanii: epíteto otorgado en honor del médico y botánico de Florida, Alvin Chapman (1809-1899), quien fue el primero en describir esta especie.
Sinonimia
- Quercus obtusiloba var. parvifolia Chapm.	[6][7]